# Ahmed-Tobias Andrä
Ahmed-Tobias Andrä (* 20. April 1996) ist ein ehemaliger österreichischer Fußballspieler.

## Karriere
Andrä begann seine Karriere beim SV Andritz. 2008 kam er in die Jugend des SK Sturm Graz, bei dem er auch in den Akademien spielte. Im August 2012 spielte er erstmals für die Zweitmannschaft in der Regionalliga. Seine Matura machte er am BRG Oeversee.
Zur Saison 2015/16 wechselte Andrä zum Regionalligisten SV Horn. Mit den Hornern konnte er in jener Saison Meister der Regionalliga Ost werden und somit in den Profifußball aufsteigen. Sein Debüt in der zweiten Liga gab er am vierten Spieltag der Saison 2016/17 gegen den FC Blau-Weiß Linz, als er in der Nachspielzeit für Tomislav Jurić eingewechselt wurde. Während seiner Zeit in Horn trat er auch als Zivildiener in einem Caritas-Flüchtlingsheim für unbegleitete, minderjährige Flüchtlinge und im Krankenhaus Horn in Erscheinung.
Nach dem Abstieg aus der zweiten Liga wechselte er zur Saison 2017/18 zum viertklassigen TuS Heiligenkreuz am Waasen. Dort brachte er es in der ersten Saison auf 20 Meisterschaftseinsätze und kam in der nachfolgenden Spielzeit nur mehr am Saisonbeginn zu drei Ligaeinsätzen, ehe er seine Karriere als Fußballspieler beendete. Danach machte er eine Ausbildung zum Volksschullehrer auf Lehramt an der KPH Graz und ist heute auch für den Verein für Männerberatung und Geschlechterthemen Steiermark, kurz VMG Steiermark, in Graz tätig.